# شبرا بابل
شبرا بابل إحدى قرى مركز المحلة الكبرى التابع لمحافظة الغربية بجمهورية مصر العربية.

## التاريخ
ذكرت في كتاب قوانين ابن مماتي باسم شبرا بلبابن من أعمال السمنودية، ذُكرت محرفة في المشترك لياقوت باسم شبرا بلباين في كورة السمنودية. ذكرت في التحفة باسم شبرى بابن وفي الانتصار شبرا باين. وردت باسمها الحالي في تاريخ 1228هـ/1813م الذي عدّ قرى مصر بعد المسح الذي قام به محمد علي باشا. ذكرها علي مبارك في كتابه الخطط التوفيقية باسم شبرى بابل، حيث ذكر أنها قرية في مديرية الغربية بقسم سمنود، وأن بها جامع بمنارة ومهنة أهلها الزراعة.

## التعليم
تصل نسبة الأمية في القرية إلى 41.24% بين من تجاوزوا العاشرة من عمرهم، بينما تصل نسبة من حصلوا على تعليم جامعي إلى 4.07% من جملة السكان.

## السكان
بلغ عدد سكان شبرا بابل 34,472 نسمة حسب تقدير عام 2018.
| السنة  | 1882 | 1897 | 1907 | 1927 | 1947 | 1960 | 1976   | 1986   | 1996   | 2006   | 2018   |
| ------ | ---- | ---- | ---- | ---- | ---- | ---- | ------ | ------ | ------ | ------ | ------ |
| القرية | 3819 | 5752 | 6360 | 6066 | 6565 | 9190 | 12,940 | 15,818 | 19,991 | 23,376 | 34,472 |